# Claude-Michel Schönberg
Claude-Michel Schönberg (Vannes, 6 luglio 1944) è un compositore, produttore teatrale e cantante francese, noto soprattutto come autore di musical in collaborazione con il librettista e co-produttore Alain Boublil.

## Carriera
Dopo gli esordi come cantante e produttore discografico, Schönberg diviene noto come compositore negli anni '70.
Nel 1973 è autore di gran parte delle musiche dello spettacolo musicale La Révolution Française, considerato la prima Opera Rock del teatro francese, in cui anche interpretava il ruolo di Luigi XVI.
Nel 1974 ottiene grande successo come autore della canzone Le Premier Pas, che vende in Francia oltre un milione di copie.
Nel 1978 inizia a concentrarsi sulla carriera di compositore di musical, quando Alain Boublil gli propone di scrivere le musiche per il suo adattamento teatrale del romanzo di Victor Hugo I miserabili. 
Lo spettacolo Les Misérables debutta a Parigi nel 1980, riscuotendo un discreto successo e attirando l'attenzione del produttore inglese Cameron Mackintosh, che propone a Schönberg di scrivere le musiche per una versione inglese dello stesso spettacolo. La nuova produzione (con un nuovo libretto e un'ampia revisione della partitura), debutta a Londra nel 1985 e a Broadway nel 1986, ottenendo uno straordinario successo (lo spettacolo originale è stato rappresentato a Londra fino al 2020, interrotto a causa della pandemia del virus Covid). 
Nel 1989, Schönberg e Boublil lavorano nuovamente con Mackintosh ottenendo un altro grande successo con il musical Miss Saigon (in scena a Broadway e Londra per 10 anni).
Il successivo musical della coppia, Martin Guerre, in scena a Londra nel 1997, ottiene un buon successo di pubblico, anche se non paragonabile ai precedenti. 
Nel 2001 Schönberg è autore delle musiche del balletto Wuthering Heights, mentre nel 2006 lavora nuovamente con Boublil nel musical The Pirate Queen, messo in scena a Chicago e, in una versione modificata, a Broadway.

## Musical
- La Révolution Française (1973)
- Les Misérables (I 1980) (II 1985)
- Miss Saigon (1989)
- Martin Guerre (1996)
- The Pirate Queen (2006)